# Sophie Luck
Sophie Kathrin Luck (Sídney, 17 de octubre de 1989) es una actriz australiana, más conocida por haber interpretado a Fly Watson en la serie Blue Water High. 

## Biografía
Nació en Pymble, un suburbio de Sídney (Australia). Tiene una hermana menor llamada Stephanie Luck.
Se entrenó en el Performing Arts Academy.

## Carrera
Sophie es parte de la compañía Talent Sídney y sigue en la vía de la actuación y el canto de su carrera profesional.
Ha trabajado en series televisivas tales como Water Rats, Don't Blame Me, Blue Water High, Snobs y un tuvo papel interpretando a Tamara en Inicio y Estado. 
Ha protagonizado varios anuncios publicitarios: apareció en una serie de spots comerciales para grandes empresas como Commonwealth Bank, KFC, Kraft, Imotrex (EE. UU. Market), Bayer (EE. UU. y los mercados europeos), o Pino Limpio y Singapore Airlines. 
Sophie ganó el premio de la Australian Film Institute como mejor joven actriz en 2005 por su papel de Fiona Watson en Blue Water High.

## Filmografía
Series de televisión
| Año         | Título          | Personaje          | Notas                       |
| ----------- | --------------- | ------------------ | --------------------------- |
| 2013        | Whoopa-chow!    | Serena             | -                           |
| 2012        | Pyramid         | Sophie             | -                           |
| 2009        | All Saints      | Lacey              | episodio "Out of the Ashes" |
| 2005 - 2008 | Blue Water High | Fiona "Fly" Watson | 36 episodios                |
| 2003        | Anobs           | Joven              | episodio # 1.7              |
| 2003        | Home and Away   | Tamara Simpson     | episodio # 1.3458           |
| 2000        | Water Rats      | Polly Fleet        | episodio "Chinese Checkers" |

Películas
| Año  | Título         | Personaje           | Notas                                                                           |
| ---- | -------------- | ------------------- | ------------------------------------------------------------------------------- |
| 2012 | Circle of Lies | -                   | junto a Ryan Harrison, Anna Lawrence, Stephen Multari, Karina Banno & Luke Webb |
| 2012 | Syd2030        | Francesca Goldstein | junto a Tatjana Alexis, David Anderson, Laura Benson & Samantha Doran           |
| 2010 | The Fall       | Julie               | corto - junto a Joshua Anderson & Harry Cook                                    |

## Premios y nominaciones
| Año  | Categoría | Premio              | Serie           | Resultado |
| ---- | --------- | ------------------- | --------------- | --------- |
| 2005 | -         | Young Actor's Award | Blue Water High | Nominada  |